# Alina Stiegler (Moderatorin)

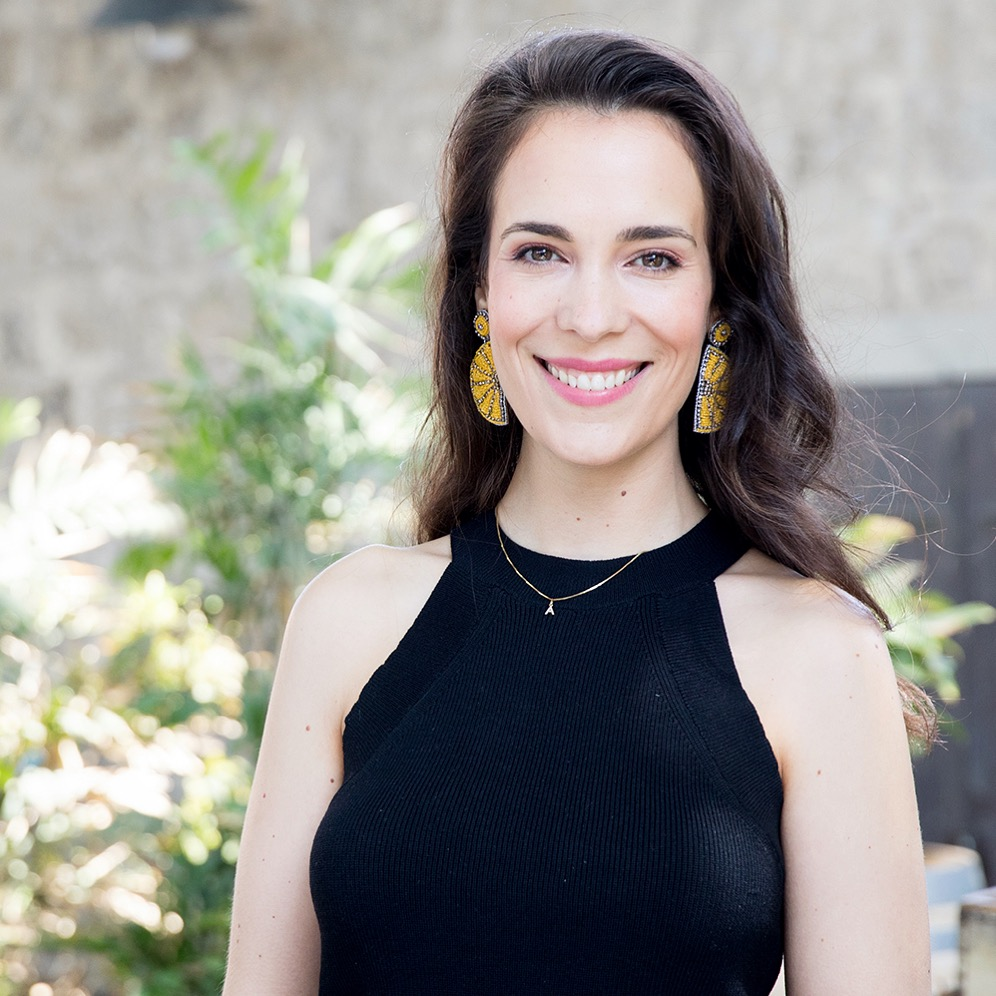
Alina Stiegler bei den Arbeiten zum Eurovision Song Contest 2019 in Tel Aviv

Alina Stiegler (* 30. August 1985 in West-Berlin) ist eine deutsche Fernsehmoderatorin.

## Leben und Karriere
Stiegler verbrachte ihre Kindheit in Berlin. Nach dem Abitur studierte sie drei Semester Rechtswissenschaft an der Universität Bayreuth. Danach absolvierte sie ein Studium der Wirtschafts- und Kommunikationswissenschaften in Berlin. Anschließend studierte sie an der Hamburg Media School Journalismus.
Nach Praktika bei Spiegel TV und Sat.1 sowie Anstellungen beim Tagesspiegel und RTL wechselte Stiegler zur ARD. Dort moderiert sie seit 2016 zum Eurovision Song Contest den Eurovision.de Song-Check und seit 2018 neben weiteren Moderatoren die Vormittagssendung Live nach neun. Unter dem Hashtag #kurzerklärt verfasst und präsentiert sie beim NDR regelmäßig Erläuterungen für die Online-Auftritte der Tagesschau. Am 5. Juli 2021 war sie zum ersten Mal als Nachrichtensprecherin bei Brandenburg aktuell zu sehen; seit Februar 2022 ist sie auch Hauptmoderatorin der Sendung. Darüber hinaus gehört sie zum Sprecherteam der Nachmittagsausgaben von rbb24. Im August 2021 hatte sie ihren ersten Einsatz in der Sendung rbb um 6. Seit 2024 moderiert sie die neue Vorabendsendung DER TAG.